# Елафохори (дем Места)
Елафохори или Караджова (на гръцки: Ελαφοχώρι, на катаревуса: Ελαφοχώριον, Елафохорион, до 1926 година Καρατζόβα, Карадзова) е планинско село в Гърция, дем Места (Нестос), административна област Източна Македония и Тракия. 

## География
Разположено е североизточно от Кавала, на надморска височина от 520 метра, в планината Урвил.

## История

### В Османската империя
В XIX век е село в Саръшабанска каза на Османската империя. На австро-унгарската военна карта е отбелязано като Караджа Обаси (Karadža Obasi), също и на картата на Йоргос Кондоянис – Карадза Оваси (Καρατζά Οβασή). Съгласно статистиката на Васил Кънчов („Македония. Етнография и статистика“) към 1900 година Караджа Ова е турско селище и в него живеят 80 турци.
Според гръцка статистика към 1911 година селото е изцяло мюсюлманско с 409 жители мюсюлмани.

### В Гърция
В 1913 година селото попада в Гърция след Междусъюзническата война. Според статистика от 1913 година има население от 409 души. През 20-те години на XX век турското му население се изселва по споразумението за обмен на население между Гърция и Турция след Лозанския мир и на негово място са заселени гърци бежанци, които в 1928 година са 62 семейства с 222 души, като селището е изцяло бежанско.
По време на Втората световна война селото е база на така наречената Гръцка народна освободителна армия.
В селото са запазени ценни образци на традиционната архитектура. Уникални за бившия дем Орино, са запазени в селото двуетажните къщи с плоски фасади с чардаци от широката страна на приземния етаж.
Българска статистика от 1941 година показва 300 жители.
Селяните произвеждат тютюн, като се занимават и със скотовъдство.
| Име         | Име         | Ново име  | Ново име  | Описание                                |
| ----------- | ----------- | --------- | --------- | --------------------------------------- |
| Кестени     | Κεστενὲς    | Кастаниес | Καστανιές | връх в Урвил (1006,5 m), Ю от Елафохори |
| Камберликия | Καμπερλίκια | Кокинос   | Κόκκινος  | връх в Урвил, ЮЗ от Елафохори           |
| Еникьой     | Νενήκιοι    | Петрохори | Πετροχώρι | развалини ЮЗ от Елафохори               |
| Али Кури    | Ἀλῆ Κουρῆ   | Кумариес  | Κουμαριές | река, течаща С от Елафохори             |

Става част от тогавашния дем Орино по закона Каподистрияс от 1997 година. С въвеждането на закона Каликратис, Елафохори става част от дем Места.
Според преброяването от 2001 година има 118 жители, а според преброяването от 2011 година има 62 жители.
| Година    | 1913 | 1920 | 1928 | 1940 | 1951 | 1961 | 1971 | 1981 | 1991 | 2001 | 2011 | 2021 |
| --------- | ---- | ---- | ---- | ---- | ---- | ---- | ---- | ---- | ---- | ---- | ---- | ---- |
| Население | 409  | 385  | 234  | 174  | 253  | 213  | 111  | 140  | 75   | 118  | 62   | 34   |

## Личности
Родени в Елафохори
- Михаил Полиурас (Μιχαήλ Παληούρας), гръцки андартски деец, агент от трети ред[11]